# Проопіомеланокортин
POMC (англ. Proopiomelanocortin) – білок, який кодується однойменним геном, розташованим у людей на короткому плечі 2-ї хромосоми.  Довжина поліпептидного ланцюга білка становить 267 амінокислот, а молекулярна маса — 29 424.
| 10         |  | 20         |  | 30         |  | 40         |  | 50         |
| ---------- |  | ---------- |  | ---------- |  | ---------- |  | ---------- |
| MPRSCCSRSG |  | ALLLALLLQA |  | SMEVRGWCLE |  | SSQCQDLTTE |  | SNLLECIRAC |
| KPDLSAETPM |  | FPGNGDEQPL |  | TENPRKYVMG |  | HFRWDRFGRR |  | NSSSSGSSGA |
| GQKREDVSAG |  | EDCGPLPEGG |  | PEPRSDGAKP |  | GPREGKRSYS |  | MEHFRWGKPV |
| GKKRRPVKVY |  | PNGAEDESAE |  | AFPLEFKREL |  | TGQRLREGDG |  | PDGPADDGAG |
| AQADLEHSLL |  | VAAEKKDEGP |  | YRMEHFRWGS |  | PPKDKRYGGF |  | MTSEKSQTPL |
| VTLFKNAIIK |  | NAYKKGE    |  |            |  |            |  |            |

A: Аланін

C: Цистеїн

D: Аспарагінова кислота

E: Глутамінова кислота

F: Фенілаланін

G: Гліцин

H: Гістидин

I: Ізолейцин

K: Лізин

L: Лейцин

M: Метіонін

N: Аспарагін

P: Пролін

Q: Глутамін

R: Аргінін

S: Серин

T: Треонін

V: Валін

W: Триптофан

Кодований геном білок за функціями належить до гормонів, фосфопротеїнів. 
Задіяний у таких біологічних процесах як поліморфізм, ацетиляція. 
Секретований назовні.